# Comuna Ljusnarsberg
Ljusnarsberg (Ljusnarsbergs kommun) este o comună din comitatul Örebro län, Suedia, cu o populație de 4.875 locuitori (2013).

## Geografie

### Zone urbane
Lista celor mai mari zone urbane din comună (anul 2015) conform Biroului Central de Statistică al Suediei:
| Nr | Zona urbană | Pop.  |
| -- | ----------- | ----- |
| 1  | Kopparberg  | 3.065 |
| 2  | Ställdalen  | 481   |

## Demografie
| \| Evoluția demografică în comuna Ljusnarsberg, 1970–2015 \| Evoluția demografică în comuna Ljusnarsberg, 1970–2015 \| Evoluția demografică în comuna Ljusnarsberg, 1970–2015 \| Evoluția demografică în comuna Ljusnarsberg, 1970–2015 \| Evoluția demografică în comuna Ljusnarsberg, 1970–2015 \| \| ----------------------------------------------------------------------------------------------------- \| ------------------------------------------------------ \| ------------------------------------------------------ \| ------------------------------------------------------ \| ------------------------------------------------------ \| \| An \| \| \| Locuitori \| \| \| 1970 \| 1970 \| \| 7433 \| 7433 \| \| 1975 \| 1975 \| \| 7209 \| 7209 \| \| 1980 \| 1980 \| \| 7006 \| 7006 \| \| 1985 \| 1985 \| \| 6644 \| 6644 \| \| 1990 \| 1990 \| \| 6488 \| 6488 \| \| 1995 \| 1995 \| \| 6261 \| 6261 \| \| 2000 \| 2000 \| \| 5651 \| 5651 \| \| 2005 \| 2005 \| \| 5317 \| 5317 \| \| 2010 \| 2010 \| \| 4931 \| 4931 \| \| 2015 \| 2015 \| \| 4928 \| 4928 \| \| Sursa: SCB - Statistika Centralbyrån, Folkmängd efter region, civilstånd, ålder och kön. År 1968–2016 \| \| \| \| \| |      |  |           |      |
| Evoluția demografică în comuna Ljusnarsberg, 1970–2015 |      |  |           |      |
| An |      |  | Locuitori |      |
| 1970 | 1970 |  | 7433      | 7433 |
| 1975 | 1975 |  | 7209      | 7209 |
| 1980 | 1980 |  | 7006      | 7006 |
| 1985 | 1985 |  | 6644      | 6644 |
| 1990 | 1990 |  | 6488      | 6488 |
| 1995 | 1995 |  | 6261      | 6261 |
| 2000 | 2000 |  | 5651      | 5651 |
| 2005 | 2005 |  | 5317      | 5317 |
| 2010 | 2010 |  | 4931      | 4931 |
| 2015 | 2015 |  | 4928      | 4928 |
| Sursa: SCB - Statistika Centralbyrån, Folkmängd efter region, civilstånd, ålder och kön. År 1968–2016 |      |  |           |      |